# Takin
Budorcas taxicolor
Pour l’article ayant un titre homophone, voir taquin.
Genre
Espèce
Répartition géographique
Statut de conservation UICN

 VU A2cd : Vulnérable
Statut CITES
Le Takin (Budorcas taxicolor) est un bovidé caprin ressemblant au gnou africain et qui vit dans les montagnes de l'ouest de la Chine ou dans l'Himalaya. Son nom est d'origine mishmi.

## Caractéristiques

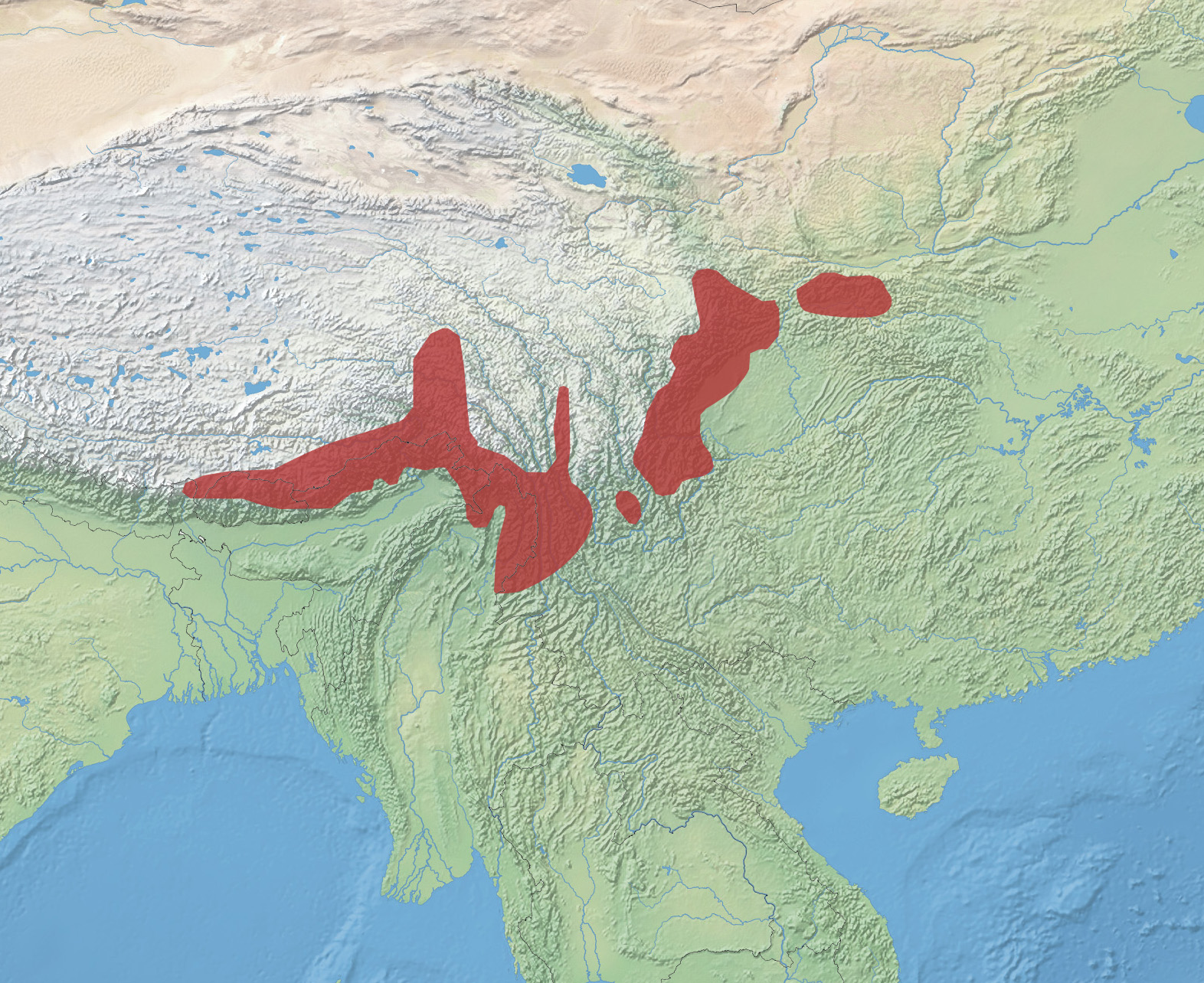
Distribution du Takin Budorcas taxicolor

Ils mesurent de 170 à 220 cm de long pour une hauteur de 100 à 130 cm au garrot et une masse pouvant atteindre les 350 kg. Mâles et femelles ont des cornes de 25 à 30 cm qui s'incurvent vers l'arrière puis vers le haut. L'animal sécrète une substance huileuse le protégeant de l'humidité.

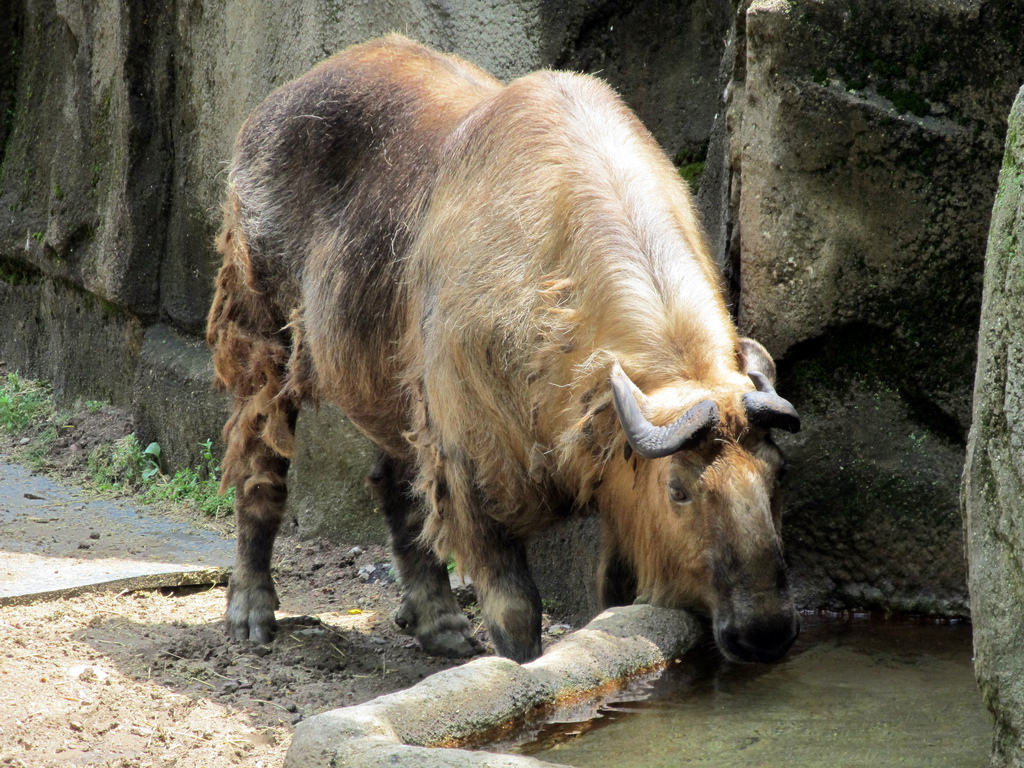
un takin au Lincoln Park Zoo

Ils ont un jeune par an après une gestation de 7 à 8 mois. Celui-ci est sevré au bout de neuf mois et atteint sa maturité sexuelle à deux ans et demi. Ils peuvent vivre une douzaine à une quinzaine d'années.
Les takins vivent entre 2 000 m et 4 500 m, en petits troupeaux mixtes l'hiver, ceux-ci pouvant atteindre 100 têtes en été. Les mâles peuvent combattre à mort.

## Position phylogénétique
Le takin a longtemps été présenté comme un proche parent du bœuf musqué, un capriné à l'allure de bovin. Toutefois les études récentes de phylogénie moléculaire montrent qu'il est plus proche des moutons ou des chèvres même si sa position exacte vis-à-vis de ces deux lignées reste incertaine. Une synthèse de 2007 le positionne comme la ramification plus ancienne (parmi les animaux actuels) de la lignée (Ovina) conduisant aux genres Nilgiritragus et Ovis.

## Systématique
L'espèce Budorcas taxicolor est la seule du genre Budorcas.
On distingue les sous-espèces suivantes :
- Budorcas taxicolor taxicolor — le takin de l'Himalaya, takin mishmi ou himalay bamen
- Budorcas taxicolor whitei — le takin du Bhoutan ou druk gi bamen
- Budorcas taxicolor tibetana — le takin du Tibet, takin du Sichuan, gyalmo tsawa rong gi bamen ou Sichuan bamen
- Budorcas taxicolor bedfordi — le takin doré ou pusser bamen

Ils sont tous menacés.

## Le Takin dans la culture
Le takin druk gi bamen est, avec les félins himalayens, l'un des animaux emblématiques du Bhoutan. 

### GenreBudorcas
- (en) Mammal Species of the World (3e  éd., 2005) :  Budorcas
- (en) CITES : Budorcas taxicolor Hodgson, 1850  (+ répartition sur Species+) (consulté le 3 juin 2015)
- (fr + en) ITIS : Budorcas  Hodgson, 1850
- (en) Animal Diversity Web : Budorcas
- (en) NCBI : Budorcas (taxons inclus)
- (fr + en) CITES : genre Budorcas (sur le site de l’UNEP-WCMC)

### EspèceBudorcas taxicolor
- (en) Mammal Species of the World (3e  éd., 2005) :  Budorcas taxicolor
- (en) Tree of Life Web Project : Budorcas taxicolor

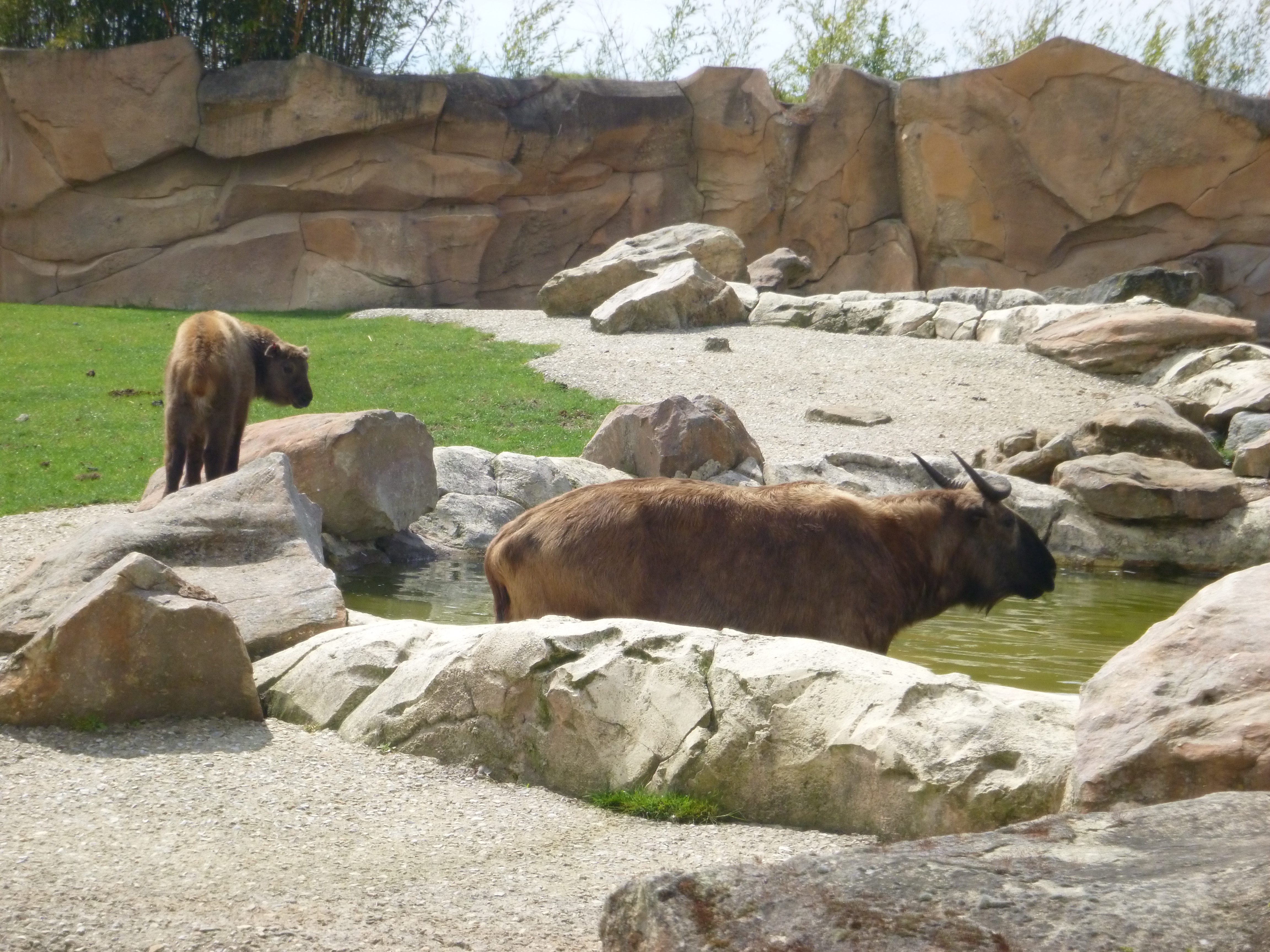
Un takin et son petit au zoo de Beauval (France)

- (en) Catalogue of Life : Budorcas taxicolor Hodgson, 1850 (consulté le 15 décembre 2020)
- (fr + en) ITIS : Budorcas taxicolor  Hodgson, 1850
- Un takin et son petit au zoo de Beauval (France)(en) Animal Diversity Web : Budorcas taxicolor
- (en) NCBI : Budorcas taxicolor (taxons inclus)
- (en) UICN : espèce Budorcas taxicolor Hodgson, 1850 (consulté le 3 juin 2015)
- (fr) CITES : taxon  Budorcas taxicolor (sur le site du ministère français de l'Écologie) (consulté le 3 juin 2015)
- (en) Fonds documentaire ARKive : Budorcas taxicolor
- Ultimate Ungulate: Budorcas taxicolor (en)
- Tibet info
- Nirvanaespeditions.com(en)